# Centro Comercial Al Qods
El Centro comercial Al Qods
 (en árabe: المركز التجاري القدس) es un complejo comercial localizado en la ciudad de Argel, la capital del país africano de Argelia. Fue inaugurado formalmente e 15 de febrero de 2008 con 430 tiendas y 165.000 metros cuadrados, 18 pisos y 1000 lugares para el estacionamiento de vehículos.